# آنومالی دلیان۱
آنومالی دلیان۱ یک اندیس چندفلزی است که در حوالی شهر الیگودرز استان لرستان قرار دارد و مادهٔ معدنی موجود در آن، طلا است. سنگ میزبان این اندیس گرانودیوریت است در این اندیس، پاراژنز‌های شئلیت، کاسیتریت، طلا یافت می‌شوند.